# Kazlų Rūda (gemeente)
Kazlų Rūda is een van de 60 Litouwse gemeenten, in het district Marijampolė (district).
De hoofdplaats is de gelijknamige stad Kazlų Rūda. De gemeente telt 14.900 inwoners op een oppervlakte van 555 km².

## Plaatsen in de gemeente
Plaatsen met inwonertal (2001):
- Kazlų Rūda – 7401
- Antanavas – 695
- Jūrė I – 558
- Jūrė II – 473
- Bagotoji – 426
- Jankai – 386
- Ąžuolų Būda – 363
- Bebruliškė – 300
- Plutiškės – 295
- Būda – 233